# Koyamacalia
Koyamacalia là một chi thực vật có hoa trong họ Cúc (Asteraceae).

## Loài
Chi Koyamacalia gồm các loài: